# Podryj dębowiec
Podryj dębowiec (Attelabus nitens) – gatunek chrząszcza z nadrodziny ryjkowców i rodziny podryjowatych. Ma zasięg zachodniopalearktyczny. Foliofag. Żeruje na liściach rodzimych gatunków dębów i kasztana jadalnego. Cykl życiowy ma jednoroczny. Samice składają jaja do tutek uformowanych z ponadgryzanych liści, w których rozwijają się larwy i poczwarki.

## Opis
Chrząszcz o krępej budowy ciele długości od 4 do 6,5 mm. Oskórek cechuje się lekkim połyskiem. Ubarwienie ciała jest całkiem czarne lub czarne z czerwonawymi: nasadami czułków, przedpleczem, pokrywami i ewentualnie częściowo odnóżami. Czułki osadzone są przed środkiem grubego i zagiętego, tak długiego jak głowa ryjka. Na zaokrąglonych krawędziach zewnętrznych żuwaczek brak jest ząbków. Nieco dłuższa niż szeroka głowa odznacza się podłużnie pobrużdżoną okolicą oczną czoła oraz skroniami o niemal równoległych bokach. U samca na spodzie głowy znajduje się para płaskich wzgórków. Wyraźnie szersze niż dłuższe przedplecze ma obrzeżone krawędzie: przednią i tylną. Powierzchnia przedplecza jest płytko i rzadko punktowana. Pokrywy mają delikatne rzędy oraz płaskie i drobno punktowane międzyrzędy. Pygidium i spód ciała pokrywa stosunkowo gęste i grube punktowanie oraz jasne owłosienie. Odnóża przejawiają wyraźny dymorfizm płciowy. Samiec ma przednią parę odnóży o biodrach odsuniętych od przedniej krawędzi przedpiersia i cienkich, dłuższych niż w innych parach, zagiętych u wierzchołka goleniach. U samicy wszystkie golenie są krótsze i szerokie, a biodra odnóży przedniej pary stykają się z przednią krawędzią przedpiersia.

## Biologia i ekologia

### Rośliny żywicielskie
Ryjkowiec ten jest polifagicznym fitofagiem, ale z wyraźną tendencją do oligofagii. Jego głównymi roślinami żywicielskimi są rodzime dla Eurazji gatunki dębów: dąb szypułkowy, dąb bezszypułkowy, dąb burgundzki, dąb omszony, dąb portugalski oraz Quercus infectoria. Rzadziej żeruje na kasztanie jadalnym. W starszej literaturze jako rośliny żywicielskie wymieniane są też leszczyny, olchy, graby, buki, klony, brzozy i wierzby, ale dane te są wysoce wątpliwe. Żerują głównie na drzewach młodych, do wysokości 3 m, rzadko na niskich gałęziach drzew starszych (do wysokości 5 m). Wybierane są rośliny na stanowiskach odsłoniętych, np. przesiekach, skrajach lasów, zadrzewieniach śródpolnych, przydrożach, w parkach i ogrodach botanicznych.

### Zachowanie i fenologia postaci dorosłych

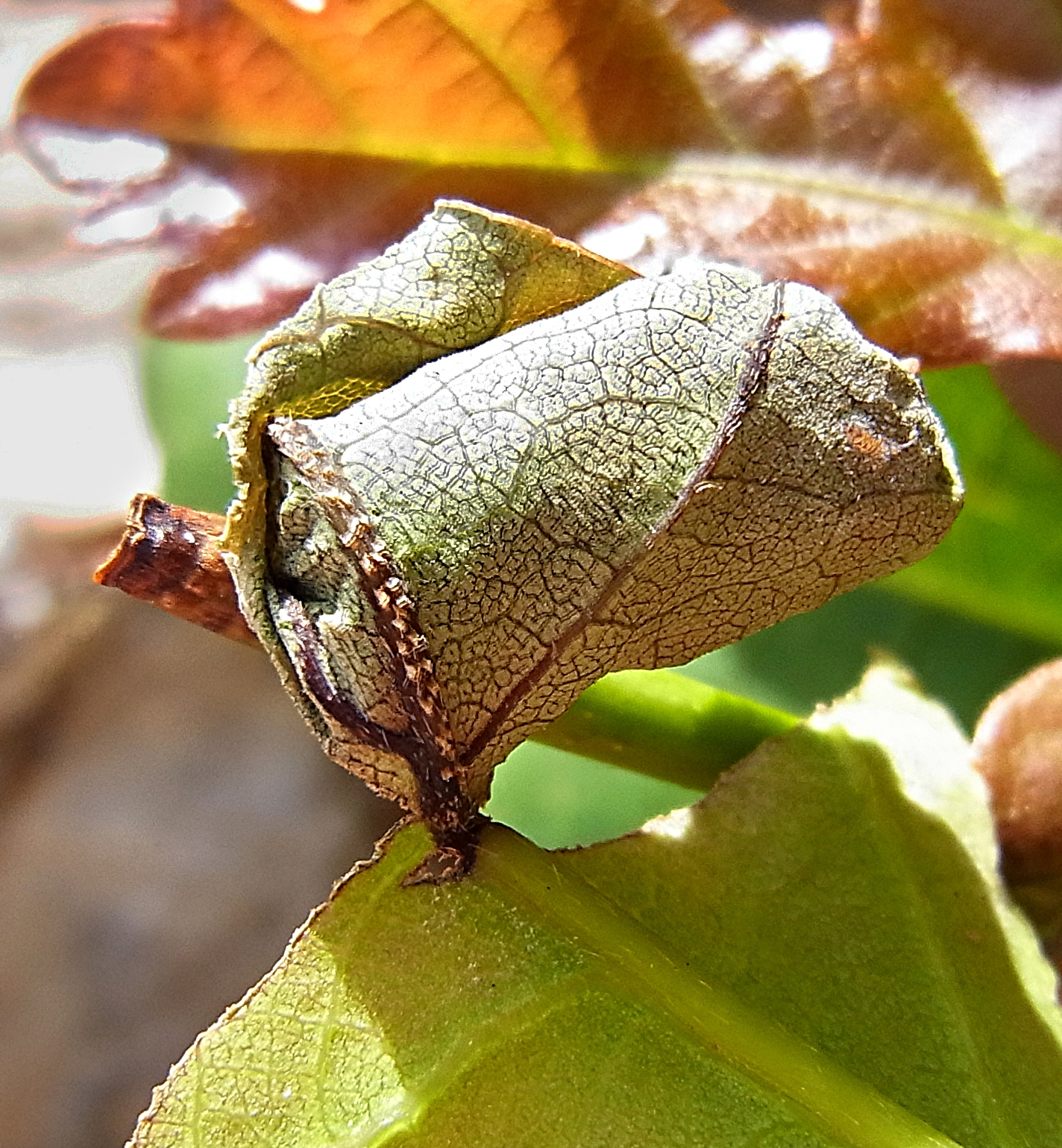
Tutka

Owady dorosłe pojawiają się na roślinach żywicielskich najwcześniej w połowie kwietnia, a najpóźniej w maju. Dożywają do końca lipca. Aktywne są głównie przy pogodzie ciepłej i słonecznej, natomiast w porze chłodnej lub deszczowej kryją się na spodzie liści lub na ziemi. Wyszukują liście świeżo rozwinięte z pąków. Tworzą wstęgowate żery o szerokości 1–3 mm i długości 2–18 mm. Rzadko zdarza się, by całkiem szkieletowały liść, ale wcięcia wykonywane przez osobnika są położone blisko siebie, tworząc proste do lekko zakrzywionych paski. Żyłki zwykle nie są uszkadzane. Chrząszcze produkują nitkowate odchody długości od 0,18 do 1,8 mm i szerokości od 0,17 do 0,21 mm, które bardzo szybko rozpadają się na krótsze fragmenty o długości 0,17–0,36 mm. Imago w ciągu 2–3 miesięcy życia pożera około 30 cm² blaszki liściowej.
Kopulacje odbywają się na roślinach żywicielskich od końca kwietnia do końca czerwca. Zapłodnione samice po kilku dniach składają jaja w tutkach uformowanych z młodych liści odpowiedniej wielkości i miękkości. Samica najpierw nadgryza poprzecznie nerw główny, a następnie wygryza dwa poprzeczne wcięcia szerokości około 1 mm z obu stron liścia, kierujące się do nadgryzienia (miny) na owym nerwie. Kierunek tych wcięć może być prostopadły do nieco ukośnego względem nerwu głównego. W przypadku klapowanych liści dębu jedno wcięcie (leżące między klapami) jest krótsze niż drugie (zaczynające się na klapie). Następnie wykonywany jest szereg rozmaitych nacięć nerwów głównego i bocznych oraz samej blaszki liściowej. Tak przygotowany liść jest pozostawiany na kilka godzin celem podwiędnięcia. Samica wraca do niego zwykle nocą. Najpierw składane są doosiowo naprzeciwległe połówki zwiędniętej części. Następnie składane jest doń 1 jajo, a wyjątkowo więcej jaj (maksymalnie 5 lub 7 według innego źródła). Przyklejane są one do skórki liścia lepką wydzieliną gruczołów dodatkowych. Następnie samica przystępuje do zwijania obu połówek od wierzchołka ku szypułce liścia, tak że powstaje cylinder wzmocniony na górnym brzegu pionowo umiejscowionym nerwem głównym, a u dołu zamknięty przez podwinięte brzegi liścia. Wymiary gotowych tutek wynoszą od 5 do 17 mm długości i od 4 do 10 mm szerokości. Potencjał rozrodczy jest niski. Samica składa w ciągu życia od 12 do około 25 jaj do 12–23 tutek.

### Biologia rozwoju

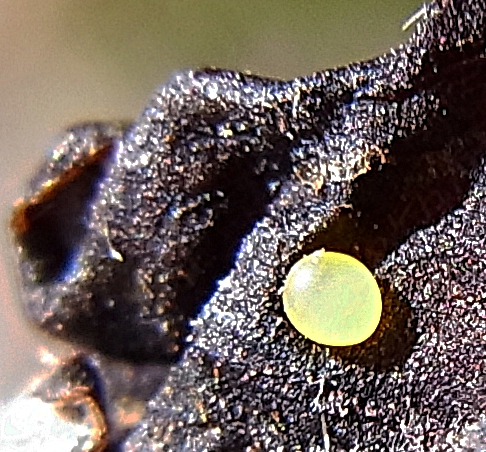
Jajo

Cykl życiowy jest jednoroczny. Jaja mają od 0,64 do 0,96 mm długości i od 0,57 do 0,75 mm szerokości. Zdrowe są barwy żółtej, natomiast zajęte przez endoparazytoidy przyjmują kolor brązowy.
Larwy pierwszego stadium klują się z nich zwykle po dwóch do czterech tygodni, ale w sprzyjających, np. laboratoryjnych warunkach znacznie szybciej. Mają od 0,9 do 3,2 mm długości i od 0,5 do 1,2 mm szerokości. Nie zjadają osłonek jaj. Żerują na blaszce liściowej przez okres od 2 do 5 tygodni uszkadzając od 0,2 do 0,3 cm² jej powierzchni. W lipcu lub pierwszej połowie sierpnia osiągają maksymalne rozmiary od 2,2 do 3,2 mm długości i od 0,9 do 1,2 mm szerokości i linieją w tutce, przechodząc w kolejne stadium.
Larwy drugiego stadium mają początkowo od 2,6 do 6,4 mm długości i od 1 do 2,5 mm szerokości. Mają brązową głowę z trójzębnymi żuwaczkami, a reszta ich ciała jest żółta, pomarańczowa lub biaława. Żerując, uszkadzają od 1,5 do 2 cm² blaszki liściowej. Maksymalne rozmiary, tj. od 4 do 8 mm długości i od 1,7 do 2,5 mm szerokości, osiągają w końcu września i w październiku. Według Urbanovej i Urbana wówczas to przechodzą w hibernację, nie opuszczając tutki. W stadium mającej od 3 do 6 mm długości poczwarki przechodzą po przezimowaniu w kwietniu. Trwa ono od 8 do 17 dni. Inną fenologię podają autorzy Katalogu Fauny Polski. Według nich przepoczwarczenie następuje już w końcu lata, a chrząszcze nowego pokolenia opuszczają tutki w sierpniu lub wrześniu i zimują w wierzchnich warstwach gleby.

### Wrogowie
Jaja podryja dębowca padają ofiarami parazytoidów z rodziny kruszynkowatych, np. Poropoea stollwerckii, Poropoea deﬁlippii i Ophineurus signatus. Parazytoidami larw są z kolei gąsienicznikowate, męczelkowate (np. Diaspilus capito) oraz wiechońkowate (np. Elachertus idomene). Na owadach dorosłych pasożytują rączycowate. Do tutek podryja dębowca swoje jaja podrzucają samice Lasiorhynchites sericeus z rodziny tutkarzowatych. Ich larwy mogą żerować z larwami podryja wspólnie, ale zdarza się również, że larwy podryja są przez nie zjadane. Jaja i larwy podryja mogą być także atakowane przez saproparazytoidalne larwy muchówek z rodziny pryszczarkowatych. W młodnikach dębowych około ¾ tutek bywa pożeranych przez sarny. Tutki bywają również niszczone przez żerujące gąsienice motyli.

## Rozprzestrzenienie
Gatunek zachodniopalearktyczny. W Europie znany z prawie wszystkich krajów, w Afryce z Algierii, a w Azji z Gruzji, Armenii, Azerbejdżanu, Turcji, Izraela, Syrii i Turkmenistanu. Na zachód sięga Półwyspu Iberyjskiego i Wielkiej Brytanii, na północ do południowej Skandynawii i Łotwy, natomiast południowa granica zasięgu biegnie przez północną Algierię, Sardynię, Sycylię, Grecję, południową Turcję, góry północnego Izraela i Syrię. W Rosji dociera na wschód po Baszkortostan, natomiast na Syberii jego niszę zajmuje pokrewny A. cyanellus. W Polsce występuje w całym kraju oprócz wyższych położeń górskich.

## Znaczenie gospodarcze
W przypadku masowego pojawu podryj ten może uszkadzać ponad połowę liści na pojedynczym okazie dębu. Z kolei żer uzupełniający na kasztanie jadalnym może prowadzić do uszkodzeń pąków kwiatowych, przypominających te mrozowe. Gatunek ten nigdy nie uszkadza jednak pędów, w związku z czym ma mniejsze znaczenie gospodarcze niż np. tutkarz cygarowiec i tutkarz topolowiec oraz nie wymaga zwalczania.